# Yuri Leveratto
Yuri Leveratto (Génova, 1968) es un explorador y escritor italiano. Ha conseguido el grado en ciencias económicas en la Universidad de Génova, Italia. Desde el 2005 ha empezado a estudiar antropología.

## Crítica al capitalismo extremo
En algunos de sus artículos se ha declarado en contra del capitalismo extremo y ha denunciado algunas acciones de empresas multinacionales en América del Sur, sobre todo en la Amazonia.
En sus artículos y en uno de sus libros ha criticado la manipulación del indigenismo y el sistema de la demarcación de tierras indígenas en Brasil. Ha indicado que la extensión de estas áreas es desproporcionada en comparación al número de indígenas. En 1.106.000 kilómetros cuadrados (13% del Brasil), viven aproximadamente 800.000 nativos, el 0,41% de la población total. Además ha subrayado que la política de separación entre indígenas y no indígenas ha generado conflictos (como en la tierra indígena Raposa Serra do Sol), y ha alimentado la difidencia entre los nativos y los brasileros no autóctonos. Según Yuri Leveratto detrás de la demarcación de estas enormes áreas se situarían intereses económicos, con el fin de preservar para futuras explotaciones áreas ricas en agua, oro, petróleo y otros minerales, o para destinar estas áreas a la explotación de biodiversidad.
Yuri Leveratto se ha declarado en contra del relativismo cultural y a favor de la universalidad de la ética.

## Exploraciones
Desde 2006 ha empezado a llevar a cabo expediciones con el fin de búsqueda arqueológica en América del Sur. En el 2006 ha estudiado el sitio arqueológico de la Ciudad Perdida de la Sierra Nevada de Santa Marta (Colombia) y ha contactado los indígenas Kogui en el pueblo de Mutanji y los Arhuaco en el pueblo de Nabusimaké, estudiando su cosmogonía y el su uso de plantas con fines terapéuticos.
En 2008 ha llevado a cabo una expedición en la selva de la Región Madre de Dios (Perú) estudiando los Petroglifos de Pusharo. Ha confirmado el origen amazónico de estos grabados. En esta expedición ha llevado a cabo trabajo de campo con los indígenas Machiguenga.
En el 2009 ha estudiado el “modus vivendi” de los indígenas Asháninca en las cercanías del Río Tambo (Perú) y ha estudiado los petroglifos del Totem del Tambo.
En 2009, llevó a cabo una expedición a las Pirámides de Pantiacolla (Parque Nacional del Manu, Perú) confirmando su origen natural. En el mismo año ha documentado los Petroglifos de Quiaca con el arqueólogo peruano Ricardo Conde Villavicencio. En el mismo año ha entrevistado la arqueóloga brasilera Niede Guidon.
En 2010 ha llevado a cabo una expedición en la Serra do Roncador (Mato Grosso, Brasil) y, con el arqueólogo peruano Ricardo Conde Villavicencio, ha estudiado la Fortaleza de Trinchera, ubicada en la región Puno (Perú).
En 2011 ha estudiado la meseta de Marcahuasi, encontrando varias antiguas calaveras que pertenecían a la Cultura Huanca.
En 2011 ha participado a la expedición en la cordillera de Paucartambo, con el explorador Gregory Deyermenjian, en la cual se ha documentado la ciudadela pre-inca de Miraflores.

En 2011 ha llevado a cabo una expedición en el Río Madidi. Durante la exploración ha ubicado y estudiado la Fortaleza de Ixiamas, una estructura pre-inca.
En 2011 con algunos investigadores brasileros ha estudiado el sitio arqueológico de Ciudad Laberinto
 ubicada en la selva de Rondonia, Brasil.
En 2011 ha llevado a cabo una expedición en la selva del Río Madeira y pudo documentar la Fortaleza del Río Madeira.
En el mes de octubre de 2012 ha participado al Proyecto de Investigación Arqueológica sin excavación en el Santuario Nacional Megantoni (Región Cusco), con fines de documentación fotográfica y reconocimiento sistemático de superficie con los exploradores Paulino Mamani y Gregory Deyermenjian, en la cual se ha documentado un centro ceremonial en las cercanías del Lago de Angel.
En 2013 ha llevado a cabo una expedición en el territorio de los autóctonos Tsimanes en el Río Alto Maniqui (Departamento del Beni, Bolivia). En 2014 ha hecho trabajo de campo con nativos en la Reserva nacional Matsés, ha documentado los petroglifos de Cumpanamá (Región Loreto) y ha llevado a cabo una exploración en el Parque nacional Madidi, en Bolivia, en la zona de las cabeceras del Río Colorado.

## Obras
- En busca de El Dorado - 2008 - Infinito Ed. Roma (Italy)
- Yuri Leveratto, “La cultura Guane” in Hera Magazine. February 2009 p. 54-55.
- Simone Barcelli: Entrevista a Yuri Leveratto, "Sudamérica desconocido" in Hera Magazine November 2009 p. 28-35.
- 1542 Los primeros navegantes del Río Amazonas - 2010 - Ed. Lulu
- Crónicas indígenas del Nuevo Mundo - 2011 - Ed.Sic - Bucaramanga (Colombia)
- Exploraciones en América del Sur 2006-2011 Sociedad Geográfica de Lima (Lima, Perú)
- Exploraciones en América del Sur 2006-2011 Ed. Gráficas Fanel – Bogotá (Colombia)
- Il futuro dell'Amazzonia - 2015 - Ed. Lulu.[17]